# Pantosaurus
Pantosaurus ("todo lagarto") es un género extinto de plesiosaurio que vivió durante el Jurásico Superior (época del Oxfordiense) en lo que hoy es Wyoming, Estados Unidos. Habitó en lo que se conoce como el mar de Sundance. Fue denominado originalmente Parasaurus ("cercano al lagarto") por Othniel Charles Marsh, haciendo referencia a Plesiosaurus, pero el nombre ya había sido utilizado, y Marsh lo cambió. La especie Muraenosaurus reedii es de hecho un sinónimo más antiguo de Pantosaurus. El holotipo YPM 543 es un esqueleto parcial y articulado, solo preparado en parte y contiene una sección distal del húmero, cuatro carpianos articulados, un fragmento del coracoides, y varias vértebras cervicales aisladas halladas en el Miembro superior de la Formación Sundance. Otros especímenes adicionales incluyen a USNM 536963, USNM 536965, UW 3, UW 5544 y UW 15938.

## Paleobiología
Pantosaurus posee entre 35 y 40 vértebras cervicales, las cuales son muy similares ne proporción y morfología a las de Muraenosaurus leedsii de la Formación Oxford Clay del Calloviense (Jurásico Medio) de Inglaterra. Sin embargo, se puede diferenciar la extremidad anterior de Pantosaurus de la de Muraenosaurus, gracias al relativamente mayor tamaño del radio y la correspondiente articulación de húmero-radio. No se ha encontrado ningún material craneal de Pantosaurus.